# Slammiversary (2024)
Slammiversary (2024) – gala wrestlingu organizowana przez amerykańską federację Total Nonstop Action Wrestling (TNA), która była nadawana na żywo w systemie pay-per-view i za pośrednictwem platform TNA+ oraz Triller TV. Odbyła się 20 lipca 2024 w Verdun Auditorium w Montrealu w prowincji Quebec w Kanadzie. Była to dwudziesta gala z cyklu Slammiversary, a zarazem trzecie per-per-view TNA w 2024.
Na gali odbyło się dwanaście walk, w tym cztery w pre-show Countdown to Slammiversary. W walce wieczoru, Nic Nemeth pokonał obrońcę tytułu Moose’a, Josha Alexandera, Steve’a Maclina, Frankiego Kazariana i Joe Hendry’ego w six-way elimination matchu i zdobył TNA World Championship. W innych ważnych walkach, Jordynne Grace pokonała Ash by Elegance, utrzymując TNA Knockouts World Championship, Mike Bailey pokonał Mustafę Alego poprzez submission i wygrał TNA X Division Championship, a ABC (Ace Austin i Chris Bey) pokonali The System (Briana Myersa i Eddiego Edwardsa), aby wygrać TNA World Tag Team Championship. Galę uświetniło także specjalne występy Earla Hebnera i Vedy Scott.

## Tło
20 kwietnia 2024 roku na Rebellion, Total Nonstop Action Wrestling ogłosił, że Slammiversary odbędzie się 20 lipca 2024 w Verdun Auditorium w Montrealu w prowincji Quebec w Kanadzie.

## Rywalizacje
Slammiversary oferowało walki wrestlingu z udziałem różnych zawodników na podstawie przygotowanych wcześniej scenariuszy i rywalizacji, które są realizowane podczas cotygodniowych odcinków programu Impact!. Wrestlerzy odgrywają role pozytywnych (face) lub negatywnych bohaterów (heel), którzy rywalizują pomiędzy sobą w seriach walk mających budować napięcie.

### Pojedynek o TNA World Championship
20 czerwca na odcinku TNA Impact!, dyrektor władz TNA Santino Marella ogłosił „Road to Slammiversary Series”, podczas którego w ciągu następnych kilku tygodni odbędzie się pięć singlowych walk. Zwycięzca każdej walki uda się na Slammiversary, aby zmierzyć się z TNA World Championem Moosem w six-way elimination matchu. Droga do Slammiversary rozpoczęła się w tym samym odcinku, kiedy Josh Alexander pokonał Erica Younga i zakwalifikował się. W następnym tygodniu, Steve Maclin i Nic Nemeth zakwalifikowali się, pokonując odpowiednio Samiego Callihana i Richa Swanna. Tydzień później, Frankie Kazarian i Joe Hendry pokonali odpowiednio Mike’a Santanę i Jake’a Somethinga, zdobywając dwa ostatnie miejsca w walce.

### Pojedynek o TNA Knockouts World Championship
Na Hard To Kill, Ash by Elegance (dawniej Dana Brooke w WWE) została zauważona w tłumie podczas walki o TNA Knockouts World Championship pomiędzy Jordynne Grace i Trinity, przy czym ta pierwsza pokonała tę drugą i zdobyła tytuł. Od tego czasu, nowo podpisana Ash zaczęła przesiadywać przy ringu podczas walk Grace o tytuł, badając potencjalną konkurencję. Ash wróciła nawet do WWE na NXT Battleground podczas walki Grace z NXT Women's Championką Roxanne Perez, uniemożliwiając Tatum Paxley kradzież mistrzostwa świata Knockouts, zanim została uderzona przez Grace. Pięć dni później na Against All Odds, po tym jak Grace obroniła tytuł przeciwko Paxley w otwartym wyzwaniu, Ash po raz pierwszy próbowała fizycznie walczyć z Grace, ale bezskutecznie. Jednak na kolejnym odcinku TNA Impact!, Ash próbowała wysłać wiadomość do Grace po zwycięstwie, pokonując jej przeciwniczkę za pomocą finishera Grace, Juggernaut Driver. To sprowadziło Grace na ring, ale została położona na matę przez Ash, która następnie trzymała Knockouts World Championship nad leżącą Grace. Na odcinku z następnego tygodnia, wściekła Grace przyznała Ash walkę o tytuł na tę noc, ale „Personal Concierge” tej ostatniej oświadczył, że zamiast tego oboje będą miały swoją walkę na Slammiversary, co TNA ogłosiło oficjalne.

### Pojedynek o TNA X Division Championship
23 maja na odcinku TNA Impact!, Mike Bailey i Trent Seven zmierzyli się ze sobą, aby zobaczyć, kto zmierzy się z Mustafą Ali o TNA X Division Championship na Against All Odds. Pod koniec walki Ali, który usiadł przy ringu i został przypadkowo powalony przez Baileya, próbował rzucić się na tego ostatniego, który siedział na górnym narożniku. To pozwoliło Champagne Singhowi, który później dołączył do Alego jako „Campaign Singh”, odepchnąć Baileya i pozwolić Sevenowi odnieść zwycięstwo i zdobyć walkę o tytuł. Jednak na Against All Odds, przed walką Seven ujawnił niepublikowany materiał z wywiadu Alego z Tomem Hannifanem kilka tygodni temu, w którym Ali wyparł się i odrzucił swoje rodzinne miasto Chicago, gdzie odbywał się program. Niezależnie od tego Ali był w stanie obronić swój tytuł przeciwko Sevenowi. Dwa tygodnie później, 27 czerwca na TNA Impact!, Ali wygłosił „przemówienie o stanie związku”, w którym omówił materiał filmowy z Against All Odds, próbując przedstawić go jako oszczerstwo generowane przez sztuczną inteligencję. Jednak kilku fanów zaczęło nękać Alego, dopominając się o Mike’a Baileya, którego według wielu Ali unika. Ali próbował eskortować fanów z areny, ale kiedy jeden z nich prysną wodą w twarz Alego, ten warknął i zaatakował fana, po czym został zatrzymany przez Speedball Mountain (Bailey i Seven). Wściekły z powodu nakazu i wierząc, że Bailey zrujnował jego powrót do Chicago, Ali zagroził, że zrujnuje powrót Baileya do Montrealu, wyzywając go na walkę o X Division Championship na Slammiversary. Jednak w następnym tygodniu, Ali skonfrontował się z Santino Marellą, aby odwołać walkę, mówiąc, że Bailey na to nie zasłużył. Marella niechętnie się zgodził i zorganizował three-way match o miano pretendenta na przyszły tydzień pomiędzy Baileyem, Kushidą i Jonathanem Greshamem, aby wyłonić pretendenta Alego na Slammiversary. Niemniej jednak Bailey przypiął Greshama w walce, aby zdobyć walkę o tytuł X Division.

### Pojedynek o TNA Digital Media Championship i Canadian International Heavyweight Championship
Przez ostatni miesiąc Fir$t Cla$$ (TNA Digital Media Champion A. J. Francis i Rich Swann) zaczeli kpić z rozwijającego się romansu pomiędzy PCO i Steph De Lander, począwszy od odcinka TNA Impact! z 13 czerwca kiedy zabrali czarną różę, którą PCO dał De Lander, zanim zostali zaatakowani przez PCO. Doprowadziło to później do walki pomiędzy PCO i Swannem na Against All Odds, którą PCO wygrał pomimo interwencji Francisa. To właśnie po walce De Lander przyjęła ofertę PCO na randkę, którą oboje mieli w ringu podczas kolejnego TNA Impact! Niestety, Fir$t Cla$$ zepsuł randkę, atakując i przywiązując PCO do lin, po czym Francis wykonał na De Lander chokeslam przez stół. W następnym tygodniu, Fir$t Cla$$ nadal kpili z PCO, kiedy Francis, z pomocą DJ Whoo Kida, kupił Canadian International Heavyweight Championship, emerytowany tytuł, którego broniono w latach 70. i 80. w rodzinnym dla PCO Quebecu, oraz po zdobyciu tytułu Francis przywrócił go do rangi aktywnych mistrzostw i ogłosił się mistrzem. Tydzień później, Santino Marella skonfrontował się z Fir$t Cla$$ i ogłosił, że Francis zmierzy się z PCO na Slammiversary o Canadian International Heavyweight Championship oraz TNA Digital Media Championship.

### Pojedynek o TNA Knockouts World Tag Team Championship
Na Under Siege, The Malisha (Alisha Edwards i Masha Slamovich) pokonały Spitfire (Dani Lunę i Jody Threat) i zdobyły TNA Knockouts World Tag Team Championship. Gdy Malisha kontynuowały swoje panowanie, Spitfire, pod kierunkiem swojego mentora Larsa Frederiksena, wziął udział w kilku walkach próbnych, zanim powołały się na klauzulę rewanżu. Ostatnią próbą był 10-minutowy pojedynek pomiędzy Luną i Threat, który odbył się 4 lipca na odcinku TNA Impact! który zakończył się remisem po przekroczeniu limitu czasowego. Dostały pięć dodatkowych minut na dokończenie walki, ale Malisha wybiegły, by zaatakować Spitfire. 9 lipca TNA ogłosiło na swojej stronie internetowej, że Spitfire stoczy rewanż z The Malisha o mistrzostwo Knockouts World Tag Team Championship na pre-show Countdown to Slammiversary.

### Pojedynek o TNA World Tag Team Championship
Na Sacrifice, Brian Myers i Eddie Edwards z The System pokonali ABC (Ace’a Austina i Chrisa Beya) i zdobyli TNA World Tag Team Championship. Przez kilka następnych miesięcy, gdy The System nadal panowali, ABC zaczęło wykazywać oznaki rozpadu, objawiając się błędami w walkach tag teamowych i krótkimi występami w walkach pojedynczych. Jednak w ciągu ostatniego miesiąca obaj doszli do porozumienia i zaczęli nawoływać do rewanżu o tytuł. Po tym, jak The System obronili tytuł TNA World Tag Team Championship przeciwko The Hardys ("Broken" Matt Hardy i Jeff Hardy) 18 lipca na odcinku TNA Impact!, TNA ogłosiło, że będą teraz bronić ich przeciwko ABC na Slammiversary.

### "Broken" Matt Hardy vs. JDC
Walka o TNA World Tag Team Championship, która odbyła się 18 lipca, zakończyła się dyskwalifikacją, gdy współpracownik System, JDC, zepchnął Jeffa Hardy’ego z górnej liny. JDC, Myers i Edwards przeprowadzili po walce atak na The Hardys, zmuszając Matta do patrzenia, jak Jeff zostaje wrzucony w słupek ringu z krzesłem na szyi. Gdy Jeff był wyciągany z areny, Tommy Dreamer pociągnął Matta do sceny, w której jego żona Rebecca Hardy została zaatakowana przez osobę, która według niej była JDC. W wyniku tych ataków Matt miał teraz zmierzyć się z JDC na Slammiversary.

### Trey Miguel, Wes Lee i Zachary Wentz vs. Charlie Dempsey, Myles Borne i Tavion Heights
4 lipca na odcinku TNA Impact!, wrestler NXT Charlie Dempsey przerwał walkę pomiędzy Zacharym Wentzem i Leonem Slaterem, atakując obu mężczyzn, a także partnera Wentza z Rascalz, Treya Miguela. The Rascalz odwdzięczy się, pojawiając się 9 lipca na odcinku NXT, ponownie spotykając się z byłym partnerem Wesem Lee (Dezmond Xavier w TNA, znanym wówczas jako Impact Wrestling). Trzy dni później na TNA Impact!, Dempsey pokonał Wentza po odwróceniu uwagi kolegi ze stajni Dempseya No Quarter Catch Crew (NQCC), Mylesa Borne’a, który zaatakował Miguela. W następnym tygodniu, NQCC (Dempsey, Borne i Tavion Heights) pokonali The Rascalz (Miguel i Wentz) i Kushidę w sześcioosobowym tag team matchu. W następnym segmencie Lee, występujący w telewizji TNA po raz pierwszy od ponad trzech lat, spotyka Miguela i Wentza w ich „domku na drzewie”, wyzywając NQCC na walkę na Slammiversary. TNA oficjalnie ogłosiło walkę później w nocy.

### Tasha Steelz vs. Faby Apache vs. Gisele Shaw vs. Xia Brookside
18 lipca podczas konferencji prasowej Slammiversary ogłoszono, że na gali odbędzie się four-way match pomiędzy Faby Apache, Gisele Shaw, Tashą Steelz i Xią Brookside.

### Kushida vs. Jonathan Gresham
Po Hard To Kill, Jonathan Gresham pojawił się za pośrednictwem winiety na sesjach terapeutycznych, pogrążając się w obsesji na punkcie „masek”, które ludzie noszą, aby ukryć swoje prawdziwe ja. To właśnie podczas tych sesji zaczęła go prześladować nowa postać Greshama, postać w czarnej masce zwana „Ośmiornicą”. Gresham jako The Octopus powrócił do akcji w Under Siege, pokonując Kushidę pazurem żuchwy, a jego dłoń była pokryta czarnym „atramentem”, który wypluwał z ust. Później ujawniono, że ten atrament stworzył obrzydliwego Kushidę 17 maja na odcinku TNA Xplosion. Spowodowało to również, że sędziowie walk Greshama odczuwali mdłości przy najmniejszym kontakcie, co spowodowało, że sędziowie prowadzący jego walki nosili rękawiczki i maski. Miesiąc później podczas Countdown to Against All Odds, Gresham zmierzył się z Sami Callihanem, gdzie pod koniec walki Kushida zbiegł i wytarł ręcznikiem atrament Greshama z ust, który zabrał z powrotem do Japonii, aby znaleźć na to lekarstwo. 18 lipca na odcinku TNA Impact!, Gresham zwabił Kushidę z jego sześcioosobowego tag team matchu, powodując przegraną jego drużyny. TNA ogłosiło później, że ta dwójka ponownie zmierzy się ze sobą podczas Countdown to Slammiversary. Jednak 20 lipca TNA ogłosiło, że Gresham nie będzie mógł konkurować na Slammiversary i zostanie zastąpiony przez Richa Swanna.

## Wyniki walk
| Nr | Wyniki | Stypulacje                                                                                               | Czas  |
| --- | --- | --- | ----- |
| 1D | Carl Leduc wygrał eliminując jako ostatniego Zaka Pattersona                                                                                              | 20-osobowy Battle Royal                                                                                  | 5:45  |
| 2P | Tasha Steelz pokonała Xię Brookside, Gisele Shaw i Faby Apache poprzez pinfall                                                                            | Four-way match                                                                                           | 6:20  |
| 3P | Kushida pokonał Richa Swanna poprzez submission | Singles match                                                                                            | 6:45  |
| 4P | The Malisha (Alisha Edwards i Masha Slamovich) (c) pokonały Spitfire (Dani Lunę i Jody Threat) poprzez pinfall                                            | Tag team match o TNA Knockouts World Tag Team Championship                                               | 8:45  |
| 5P | Eric Young pokonał Hammerstone’a poprzez pinfall | Singles match                                                                                            | 5:25  |
| 6 | "Broken" Matt Hardy pokonał JDC poprzez pinfall | Singles match                                                                                            | 4:40  |
| 7 | ABC (Ace Austin i Chris Bey) pokonali The System (Briana Myersa i Eddiego Edwardsa) (c) (z Alishą Edwards) poprzez pinfall                                | Tag team match o TNA World Tag Team Championship                                                         | 16:50 |
| 8 | Mike Santana pokonał Jake’a Somethinga poprzez pinfall | Singles match                                                                                            | 11:40 |
| 9 | The Rascalz (Trey Miguel, Wes Lee i Zachary Wentz) pokonali No Quarter Catch Crew (Charliego Dempseya, Mylesa Borne’a i Taviona Heightsa) poprzez pinfall | Six-man tag team match                                                                                   | 14:10 |
| 10 | PCO pokonał A. J. Francisa (c) (z Richem Swannem, Smoke DZA i Joshem Bishopem) poprzez pinfall                                                            | Montreal Street Fight o TNA Digital Media Championship i Canadian International Heavyweight Championship | 13:45 |
| 11 | Jordynne Grace (c) pokonała Ash by Elegance (z The Personal Conciergem) poprzez pinfall                                                                   | Singles match o TNA Knockouts World Championship                                                         | 12:10 |
| 12 | Mike Bailey pokonał Mustafę Alego (c) (z Campaignem Singhem) poprzez submission                                                                           | Singles match o TNA X Division Championship                                                              | 20:30 |
| 13 | Nic Nemeth pokonał Moose’a (c), Josha Alexandera, Steve’a Maclina, Frankiego Kazariana i Joe Hendry’ego                                                   | Six-way elimination match o TNA World Championship                                                       | 30:55 |
| (c) – mistrz/mistrzyni przed walkąD – walka była dark matchem (nietransmitowana w TV)P – walka miała miejsce w pre-show | | |       |

1. ↑  Pozostali uczestnicy w kolejności eliminacyjnej: Stan Francisco, Keven Gray, Jason Gray, Steve Ace, Joey Valentyne, Franky Mack, The Green Phantom, Marquise Wild Card, Eric Mastrocola, Xander, Chase Ironside, Mathis Myre, Mike Hart, Firestorm, Pee Wee, Pickton, Max Lemire i Yayne Harrison.

### Six-way elimination match o TNA World Championship
| Nr eliminacji | Wrestler         | Wyeliminowany przez | Metoda eliminacji                       | Czas  |
| ------------- | ---------------- | ------------------- | --------------------------------------- | ----- |
| 1             | Steve Maclin     | Moose’a             | Przypięty po otzymaniu Lights Out Spear | 10:45 |
| 2             | Moose (c)        | Joe Hendry’ego      | Przypięty po otzymaniu Standing Ovation | 21:40 |
| 3             | Joe Hendry       | Josha Alexandera    | Przypięty po otzymaniu C4 Spike         | 22:45 |
| 4             | Josh Alexander   | Nica Nemetha        | Przypięty po otzymaniu superkick        | 28:50 |
| 5             | Frankie Kazarian | Nica Nemetha        | Przypięty po otzymaniu Danger Zone      | 30:55 |
| Zwycięzca     | Nic Nemeth       | –                   | –                                       | 30:55 |